# Diavolul se îmbracă de la Prada
Diavolul se îmbracă de la Prada (titlu original: The Devil Wears Prada) este un film american din 2006 regizat de David Frankel și produs de Wendy Finerman. Rolurile principale au fost interpretate de actorii Meryl Streep și Anne Hathaway. Scenariul este scris de Aline Brosh McKenna pe baza unui roman omonim din 2003 de Lauren Weisberger.

## Distribuție
- Meryl Streep - Miranda Priestly
- Anne Hathaway - Andrea "Andy" Sachs
- Emily Blunt - Emily Charlton
- Stanley Tucci - Nigel Kipling
- Simon Baker - Christian Thompson
- Adrian Grenier - Nate Cooper
- Gisele Bündchen - Serena
- Tracie Thoms - Lily
- Rich Sommer - Doug
- Daniel Sunjata - James Holt
- Colleen Dengel - Caroline Priestly
- Suzanne Dengel - Cassidy Priestly
- David Marshall Grant - Richard Sachs
- Tibor Feldman - Irv Ravitz
- Rebecca Mader - Jocelyn
- Alyssa Sutherland - Clacker
- Ines Rivero - Clacker at elevator
- Stephanie Szostak - Jacqueline Follet
- David Callegati - Massimo
- Paul Keany - St. Regis Doorman

### Cameo
- Valentino Garavani
- Giancarlo Giammetti
- Carlos de Souza
- Bridget Hall
- Lauren Weisberger
- Robert Verdi
- Heidi Klum
- Ivanka Trump
- Nigel Barker